# Lijst van voetbalinterlands Laos - Mongolië
Deze lijst van voetbalinterlands is een overzicht van alle officiële voetbalwedstrijden tussen de nationale teams van Laos en Mongolië. De landen hebben tot op heden vijf keer tegen elkaar gespeeld. De eerste ontmoeting, een kwalificatiewedstrijd voor de Azië Cup 2000, werd op 9 april 2000 in Seoel (Zuid-Korea) gespeeld. Het laatste duel, een vriendschappelijke wedstrijd, vond plaats op 23 maart 2022 in Vientiane.

## Wedstrijden
| № | Plaats    | Datum           | Competitie                          | Wedstrijd       | Uitslag |
| - | --------- | --------------- | ----------------------------------- | --------------- | ------- |
| 1 | Seoel     | 9 april 2000    | Azië Cup 2000 kwalificatie          | Laos − Mongolië | 2 − 1   |
| 2 | Vientiane | 2 maart 2013    | AFC Challenge Cup 2014 kwalificatie | Laos − Mongolië | 1 − 1   |
| 3 | Kuching   | 9 november 2016 | AFC Solidarity Cup 2016             | Mongolië − Laos | 0 − 3   |
| 4 | Vientiane | 16 oktober 2018 | Vriendschappelijk                   | Laos − Mongolië | 1 − 4   |
| 5 | Vientiane | 23 maart 2022   | Vriendschappelijk                   | Laos − Mongolië | 1 − 0   |

## Samenvatting
| Competitie                     | Totaal gespeeld | Winst Laos | Gelijk | Winst Mongolië | Doelsaldo Laos – Mongolië |
| ------------------------------ | --------------- | ---------- | ------ | -------------- | ------------------------- |
| Azië Cup-kwalificatie          | 1               | 1          | 0      | 0              | 2 − 1                     |
| AFC Challenge Cup-kwalificatie | 1               | 0          | 1      | 0              | 1 − 1                     |
| AFC Solidarity Cup             | 1               | 1          | 0      | 0              | 3 − 0                     |
| Vriendschappelijk              | 2               | 1          | 0      | 1              | 2 − 4                     |
| Totaal                         | 5               | 3          | 1      | 1              | 8 − 6                     |

LFF · 
A-internationals · 
Laotiaans vrouwenelftal
1960 – 1969 · 
1970 – 1979 · 
1980 – 1989 · 
1990 – 1999 · 
2000 – 2009 · 
2010 – 2019 ·
2020 − 2029
Afghanistan ·
Bangladesh ·
Bhutan ·
Brunei ·
Cambodja ·
China ·
Filipijnen ·
Guam ·
Hongkong ·
India ·
Indonesië ·
Iran ·
Jordanië ·
Kazachstan ·
Koeweit ·
Lesotho ·
Libanon ·
Macau ·
Malediven ·
Maleisië ·
Mongolië ·
Myanmar ·
Nepal ·
Oman ·
Oost-Timor ·
Qatar ·
Saoedi-Arabië ·
Singapore ·
Sri Lanka ·
Syrië ·
Taiwan ·
Thailand ·
Turkmenistan ·
Verenigde Arabische Emiraten ·
Vietnam ·
Zuid-Korea ·
Zuid-Vietnam
MFF · Mongolisch vrouwenelftal
Interlands
Tegenstander:
Afghanistan ·
Azerbeidzjan ·
Bangladesh ·
Bhutan ·
Brunei ·
Cambodja ·
Filipijnen ·
Georgië ·
Guam ·
Hongkong ·
India ·
Japan ·
Jemen ·
Kirgizië ·
Koeweit ·
Laos ·
Libanon ·
Macau ·
Malediven ·
Maleisië ·
Mauritius ·
Myanmar ·
Noord-Korea ·
Oezbekistan ·
Oost-Timor ·
Palestina ·
Saoedi-Arabië ·
Singapore ·
Sri Lanka ·
Tadzjikistan ·
Taiwan ·
Tanzania ·
Vanuatu ·
Vietnam ·
Zuid-Korea